# 美什维什
美什维什（在古埃及语中常被缩写为Ma），是一个古利比亚柏柏尔人部族，与利布和特赫努类似。
关于美什维什人的早期记录可以追溯到埃及第十八王朝的阿蒙霍特普三世统治时期。在第十九和第二十王朝期间（约公元前1295-1075年），美什维什人与古埃及几乎一直处于冲突之中。在第二十一王朝后期，越来越多的美什维什人开始在埃及的西三角洲地区定居。在第二十一王朝后期，在奥索尔孔法老治下最终控制了埃及。经过38年的休养生息，在此期间，埃及本土的君主西阿蒙和普苏森尼斯二世继承了法老之位，美什维什人在整个第二十二和第二十三王朝统治着埃及，统治者包括舍顺克一世、奥索尔孔一世、奥索尔孔二世、舍顺克三世和奥索尔孔三世等法老。